# Vicente Amigó
Vicente Amigó Navarro fue un portero de fútbol español que nació el 1 de octubre de 1954 en Silla, Valencia.

## Trayectoria
Fichado por 12 millones de pesetas, militó en el Fútbol Club Barcelona una temporada jugando 5 partidos y otra en el Hércules Club de Fútbol, con el que disputó 20 partidos. En la temporada 1987-1988 jugaría cuatro partidos con el Lleida en 2ª división. Su debut en liga fue contra el Real Zaragoza el 9 de septiembre de 1979.

## Equipos
| Club                    | País   | Año         |
| ----------------------- | ------ | ----------- |
| Fútbol Club Barcelona   | España | 1979        |
| Hércules Club de Fútbol | España | 1980        |
| Lleida                  | España | 1982 - 1988 |